# Christian Ehler

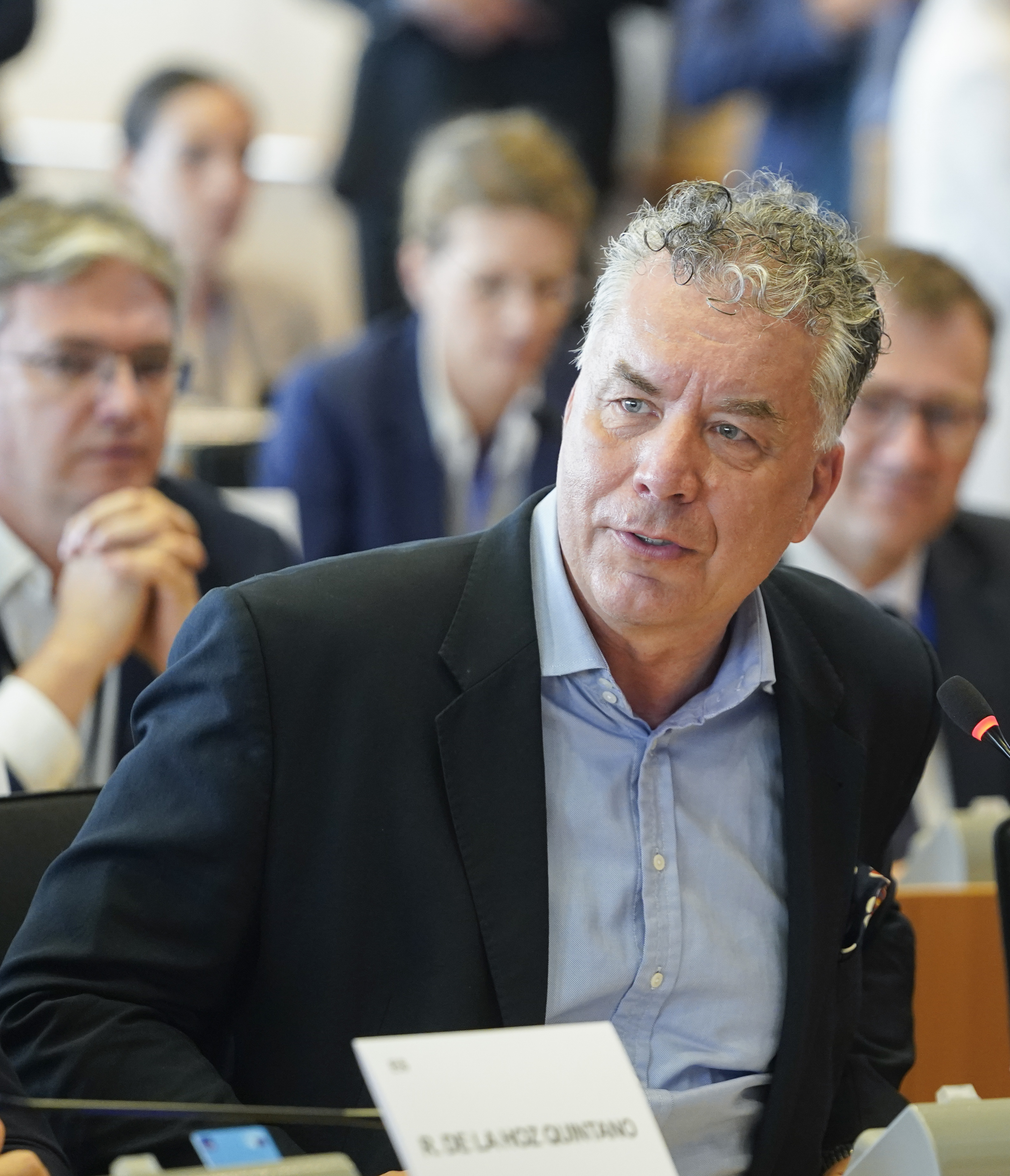
Christian Ehler (2024)

Jan Christian Ehler (* 17. August 1963 in München) ist ein deutscher Politiker
(CDU). Seit 2004 ist er Abgeordneter im Europäischen Parlament und seit 2014 Koordinator des Ausschusses für Industrie, Forschung und Energie (ITRE).

## Ausbildung und Beruf
Nach dem Abitur 1984 am Staatlichen Landschulheim Marquartstein absolvierte Ehler ab 1986 ein Studium der Journalistik, der Politologie und der Volkswirtschaftslehre an der Ludwig-Maximilians-Universität München (LMU) und der American-University Washington, D.C. In der Zeit von 1990 bis 1991 war er Assistent der Geschäftsleitung der ddp/ADN. Nach einer Ausbildung an der Deutschen Journalistenschule in München erfolgte 1993 seine Promotion zum Dr. rer. pol. an der LMU München mit der Arbeit Die U.S.-Handelspolitik in den Reagan-Jahren - das reaktive Interaktionsmuster zwischen Präsident und Kongress.
Von 1992 bis 1997 war Ehler für die Aigner Unternehmensgruppe, zuletzt als Geschäftsführer, tätig. Von 1998 bis 2000 war er Geschäftsführer der Projektgesellschaft Bahnerprobungs- und Technologiezentrum Berlin/Brandenburg GmbH. Von 2000 bis 2010 war er Geschäftsführer des co:bios Technologiezentrums (vormals Biotech GmbH - BioTechnologieZentrum Hennigsdorf). 2006 war er Initiator und Gründungsmitglied der German European Security Association, deren Vorsitzender er bis Mitte 2013 war.

## Partei
Christian Ehler ist Mitglied im Kreisverband der CDU Potsdam und seit 2003 Mitglied des CDU-Landesvostands sowie des Präsidiums.
Von November 2000 bis Oktober 2010 war Ehler Landesvorsitzender der Mittelstands- und Wirtschaftsvereinigung (MIT) der CDU Brandenburg. Von Oktober 2003 bis November 2007 war er zudem auch stellvertretender Bundesvorsitzender der MIT. 

## Abgeordneter
Von 1999 bis 2004 gehörte er dem Landtag von Brandenburg an. Hier war er wirtschafts- und technologiepolitischer Sprecher der CDU-Fraktion.
Ehler ist seit 2004 Mitglied des Europäischen Parlaments und gehörte von 2007 bis 2012 dem Vorstand der EVP-Fraktion an. Von 2003 bis 2007 war er Vorstandsmitglied der SME Union Brüssel. Er war einer der stellvertretenden Vorsitzenden der CDU/CSU-Gruppe im Europäischen Parlament (von 2006 bis 2012).
Nach der Europawahl 2014 (8. Legislaturperiode) war Ehler 1. Vize-Vorsitzender des SEDE-Ausschusses (Unterausschuss für Sicherheit und Verteidigung). Außerdem war er ordentliches Mitglied im Ausschuss für Industrie, Forschung und Energie (ITRE) und stellvertretendes Mitglied im Ausschuss für auswärtige Angelegenheiten (AFET). Im ITRE ist Ehler zusätzlich seit 2014 Koordinator. Des Weiteren war er Vorsitzender der Delegation für die Beziehungen zu den Vereinigten Staaten und Stellvertreter in der Delegation für die Beziehungen zur Koreanischen Halbinsel. Außerdem hat Ehler die Intergroup „Creative Industries in Europe“ initiiert.
Nachdem er bei der Europawahl 2019 wieder ins Europaparlament einzog, blieb Christian Ehler sowohl Mitglied im Ausschuss für Industrie, Forschung und Energie (ITRE) als auch der Koordinator der EVP-Fraktion in diesem Ausschuss. Darüber hinaus war er in dieser Legislatur Mitglied in der Delegation für die Beziehungen zu den Vereinigten Staaten, stellvertretendes Mitglied im Ausschuss für Kultur und Bildung (CULT) und in der Delegation für die Beziehungen zu Israel sowie in der Delegation in der Parlamentarischen Versammlung der Union für den Mittelmeerraum.
Bei der Europawahl 2024 wurde Ehler erneut ins Europäische Parlament gewählt. Er ist weiterhin Koordinator des Ausschusses für Industrie, Forschung und Energie (ITRE), sowie stellvertretendes Mitglied im Haushaltsausschuss (BUDG). Zudem ist er Mitglied der Delegation für die Beziehungen zu den Maghrebstaaten (DMAG). Darüber hinaus ist er Vorsitzender des Gremiums für die Zukunft von Wissenschaft und Technologie (STOA) im Europäischen Parlament.

## Mitgliedschaften
Christian Ehler ist Mitglied der überparteilichen Europa-Union Deutschland, die sich für ein föderales Europa und den europäischen Einigungsprozess einsetzt.